# Ampflwang im Hausruckwald
Ampflwang im Hausruckwald är en ort och kommun i Österrike. Den ligger i distriktet Vöcklabruck i förbundslandet Oberösterreich, 210 kilometer väster om huvudstaden Wien. 
Kommunen består av 18 orter (Ortschaften) (inom parentes invånarantal 1 januari 2024):

- Aigen (186)
- Ampflwang (1 214)
- Buchleiten (270)
- Eitzing (8)
- Hinterschlagen (96)
- Innerleiten (36)
- Lukasberg (123)
- Ort (120)
- Rabelsberg (126)
- Rödleiten (100)
- Schachen (162)
- Scheiblwies (78)
- Schmitzberg (82)
- Siedlung (572)
- Vorderschlagen (61)
- Waldpoint (95)
- Wassenbach (75)
- Wörmansedt (8)